# Chiara Passa

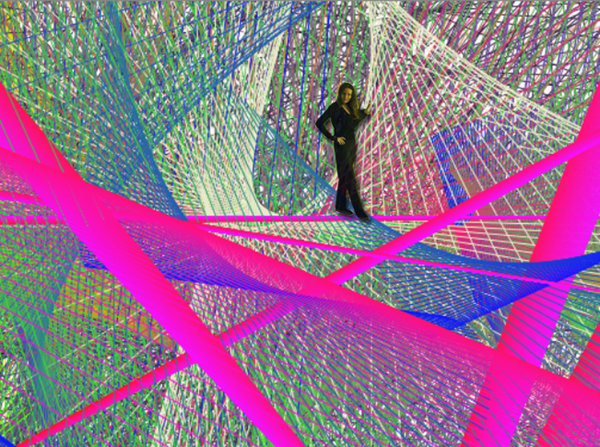
"Speaking at the wall" Video installazione interattiva, Electrofringe - Festival di arte digitale, Newcastle, Australia

Chiara Passa (Roma, 30 aprile 1973) è un'artista italiana, attiva nell'arte digitale  dal 1997.

## Formazione e ricerca artistica
Chiara ha eseguito studi artistici, frequentando il Liceo Artistico di Salerno, poi l'Accademia di Belle Arti di Napoli, concludendo gli studi all'Accademia di Roma. Poi ha conseguito un Master in “Nuovi mezzi Audiovisivi”. Ha vissuto e lavorato a Lisbona e a Milano. Al momento vive e lavora a Roma. Tra i pionieri, in Italia, nell'impiego del digitale come strumento di creazione artistica , Chiara progetta le sue opere adoperando più mezzi: l'animazione, la video installazione interattiva e la realtà virtuale esplorando il confine tra reale e immaginario , utilizzando forme geometriche essenziali che sfociano in una visione dinamica e tridimensionale dello spazio. Le installazioni coinvolgono in prima persona lo spettatore spingendolo a confrontarsi con un'altra spazialità, un altrove digitale. Un'idea di performance è alla base delle sue opere, dove il luogo è autonomo e si muove oltre la sua funzionalità. Tra le opere di arte digitale progettate per spazi pubblici, “Art calling-Digital art stories”, propone alla gente di ascoltare storie sull'arte digitale. Tra i progetti d'internet-art, "Ideasonair.net" è concepito come un'opera concettuale in evoluzione che evidenzia il concetto di opera d'arte aperta. Tra le opere di realtà immersiva "Still Life" invita lo spettatore a immergersi in una natura morta dinamica e interattiva orientata agli oggetti che si sviluppa inaspettatamente come un quadro tridimensionale da esplorare.

## Principali attività espositive
Le sue opere sono state esposte internazionalmente. Tra Festival e istituzioni, sono da ricordare:
- «Still Life» Solo show at Zabludowicz Collection London (2021-2022);[11]
- «MADATAC XI» Bienal Virtual de Arte de los Nuevos Medios Digitales, Madrid (2020);
- 2019 “Object Oriented Space” MLAC - Museo Laboratorio Arte Contemporanea Sapienza Università di Roma (2019);
- 2018 “Spectra Festival” Anatomy Rooms museo, Aberdeen (2018);
- “InSonic” immersive art mostra, ZKM, Museo Karlsruhe (2017);
- Dalla serie live architecture: Dimensioning, mostra personale alla galleria Furtherfield, Londra (2016);[[12];
- ISEA Disruption: International Symposium and exhibition on Electronic Art, Vancouver Art Gallery, (2015);[[13];
- "Morphos" at Vortex Dome - immersion media, Los Angeles (2014);[[14];
- Fifth conference"Media Art Histories-RENEW", Riga (2013);[[15];
- “Not Here Not There” LEA-Leonardo Electronic Almanac, MIT Press Journal. (2012)[16];
- “ZKM AppArtAward”, ZKM|Zentrum für Kunst und Medientechnologie, Karlsruhe (2011)[17];
- "Soft Borders Conference-upgrade International", São Paulo, a cura di Martha Gabriel. (2010)[18];
- Festival A10 Medialab, Londra (2008);
- ARTECH IV conferenza internazionale sull'arte digitale, Porto (Portogallo). (2008);
- MAK Museum (Vienna 2007);
- Milano in Digitale, Festival di Arte Elettronica, Fabbrica del Vapore, Milano (2007);
- MAXXI - Museo nazionale delle arti del XXI secolo, Roma (2006)[19];
- Centre de Cultura Contemporània de Barcelona, Barcellona (2006);
- Museo Nacional Centro de Arte Reina Sofía, Madrid (2006);
- BizArtCenter, Shanghai (2005);
- Centro per l'arte contemporanea Luigi Pecci, Prato (2005);
- MACRO, Roma (2004);
- PEAM - Pescara Electronic Artist's Meeting, Pescara (2004);
- L'Oading - mostra dei videogiochi modificati, Siracusa (2003)[20];
- 11ª Biennale dei giovani artisti d'Europa e del Mediterraneo. “Cosmos – a sea of art”, Atene (2003);
- VIPER - International Festival of Film, Video and new Media, Basilea (2003)[21];
- “XIV Quadriennale” Anteprima. Palazzo Reale, Napoli (2003);
- Galleria d'Arte Moderna, Torino (2001);
- Galleria Nazionale d'Arte Moderna, Roma (2001);
- Bienal de Valencia, Valencia (2001);
- 48ª Biennale di Venezia, Venezia (1999);
- Fondazione Bevilacqua La Masa, Venezia (1999).

## Premi e riconoscimenti
Ha ricevuto diversi premi e riconoscimenti, tra cui:
- "Premio econtentaward" per il miglior contenuto in formato digitale (Roma 2008)[22];
- "Premio ATA - arte e nuove tecnologie" (Barcellona 2015)[23];